# Charles Powlett (2e baron Bayning)
Charles Frederick Powlett, 2e baron Bayning (26 septembre 1785 - 2 août 1823) est un homme politique et pair britannique.

## Biographie
Il est le fils aîné de Charles Townshend, 1er baron Bayning, fils de William Townshend et d'Henrietta Powlett. Sa mère est Annabella Smith-Powlett est la fille du révérend Richard Smith et Annabella Powlett. 
Il fait ses études au Trinity College, à Cambridge. 

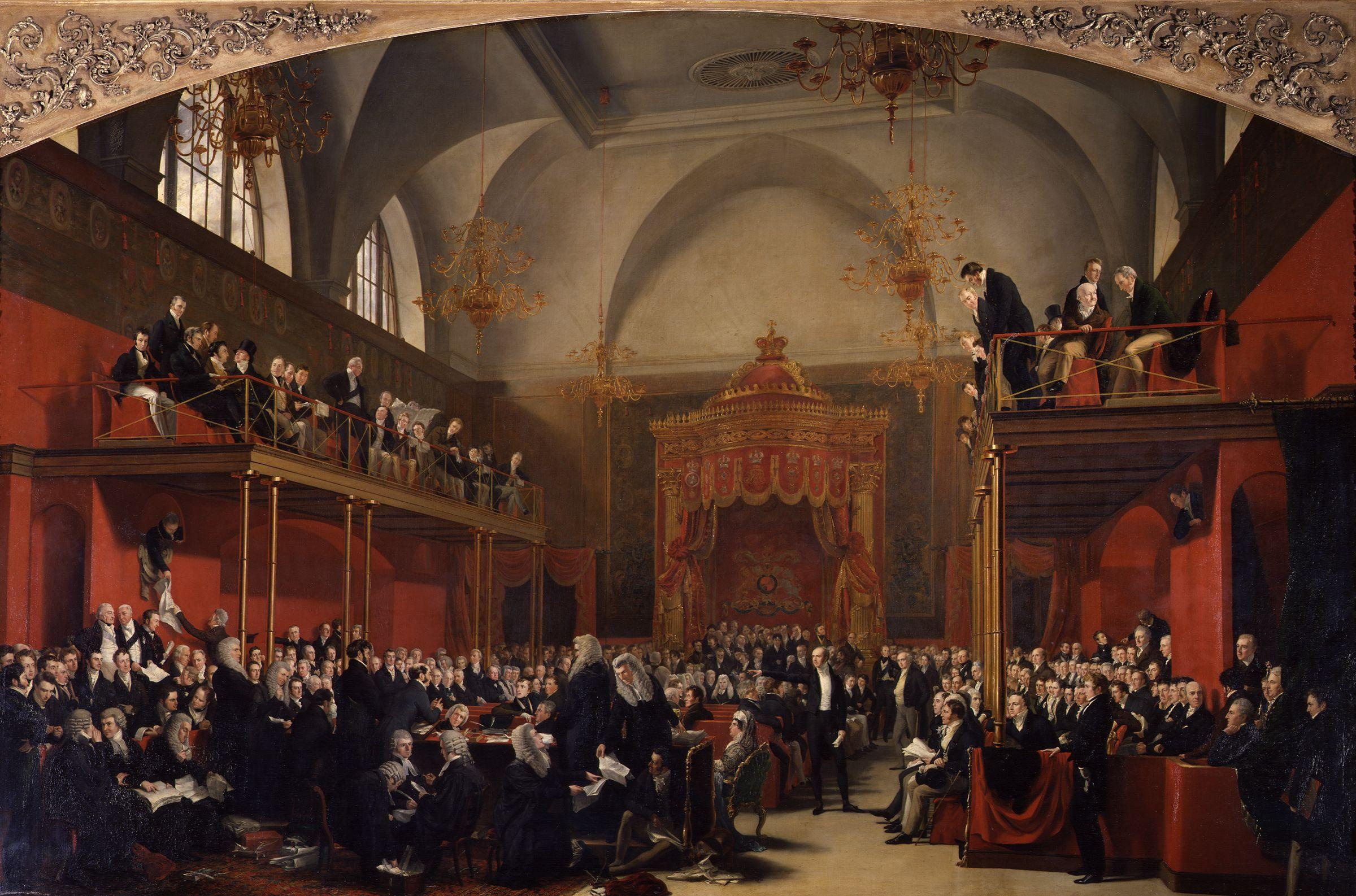
« Le procès de la reine Caroline» peint en 1820 (Sir George Hayter).

En 1808, il est élu à la Chambre des communes pour Truro, poste qu'il occupe jusqu'en 1810, lorsqu'il succède à son père dans la baronnie et entre à la Chambre des lords. En 1821, il prend par licence royale le nom de famille de Powlett au lieu de Townshend. Il vit à Honingham Hall (en) dans le Norfolk. 
Lord Bayning est décédé en août 1823, à l'âge de 37 ans. Il ne s'est jamais marié et son frère cadet Henry William-Powlett, 3e baron Bayning lui succède à la baronnie.